# 吉林市松花江铁路大桥
吉林市松花江铁路大桥，或稱吉敦鐵路橋、東團山鐵路橋、龍潭山鐵橋，是一座跨越松花江的铁路桥梁，位于长图线，连接吉林市昌邑区和龙潭区。采用石墩钢筋结构，共有10孔。

## 历史
吉林市松花江铁路大桥于1926年6月开工建设，1927年8月完工，同年10月通车，是吉林市的第一座跨江桥梁。桥面铺设单线铁道。
1946年5月国共内战期间，该桥曾被炸断。1948年11月修复通车。

## 相关参考
1. ↑  .   [2014-11-26]. （原始内容存档于2015-06-04）.
2. ↑  松花江铁路大桥 （页面存档备份，存于） 中国桥梁网 2011-05-27
3. ↑  江城依水建起桥文化“博物馆” （页面存档备份，存于） 新浪网 2007年07月12日